# Енрико Колантони
Енрико Колантони (на английски: Enrico Colantoni) (роден на 14 февруари 1963 г.) е канадски актьор. Най-известните му роли са на Елиът ДиМоро в „Само за снимка“ (1997 – 2003), Кийт Марс във „Вероника Марс“ (2004 – 2007) и сержант Грег Паркър в „Снайперисти“ (2008 – 2012).